# プロドゥア・ノーティカ
ノーティカ（Nautica）は、ダイハツ工業が製造し、マレーシア国産メーカープロドゥアが販売していた4輪駆動小型SUV。
プロドゥア・クンバラの後継車として発表された。

## 概要
この車は、4気筒および燃料噴射システム（EFI）を使用する3SZ-VEタイプのエンジンを使用していた。プロドゥアはダイハツ・ビーゴ、トヨタ・ラッシュの兄弟車として販売していた。なお、生産は日本で行われ、輸入車であった。
マレーシアの車メーカーが販売していたが、輸入車扱いとなっていた為、関税がかかり、国産車としては高額な金額で発売されていた。
2010年に発売停止。2019年にビーゴの後継車であるテリオスの同型車であるアルズ、2021年に後継モデルのアティバが発表された。